# Urothopsis brevicaudata
Urothopsis brevicaudata is een vlokreeftensoort uit de familie van de Urothoidae. De wetenschappelijke naam van de soort is voor het eerst geldig gepubliceerd in 1967 door Ledoyer.